# Термографіт
Термографіт (англ. "temper graphite" or "flaky graphite") - компонент у виробництві колоїдно-графітових препаратів і мастильно охолоджувальних рідин.  Поставляється у вигляді формовок, окремих шматків і частинок.